# Flagg (Illinois)
Pour les articles homonymes, voir Flagg.
Flagg est une communauté incorporée du comté d'Ogle dans l'Illinois.

## Géographie
Flagg est situé dans le Township de Flagg, au sud-est du comté. La communauté se trouve au croisement des Grange et Titus Road.

## Histoire
Le nom de Flagg vient du nom du Township dans lequel il se situe, nommé d'après William P. Flagg,. Le bureau de poste de Flagg, ouvert en 1884, est fermé en 1917.